# Rensjön, Kiruna kommun

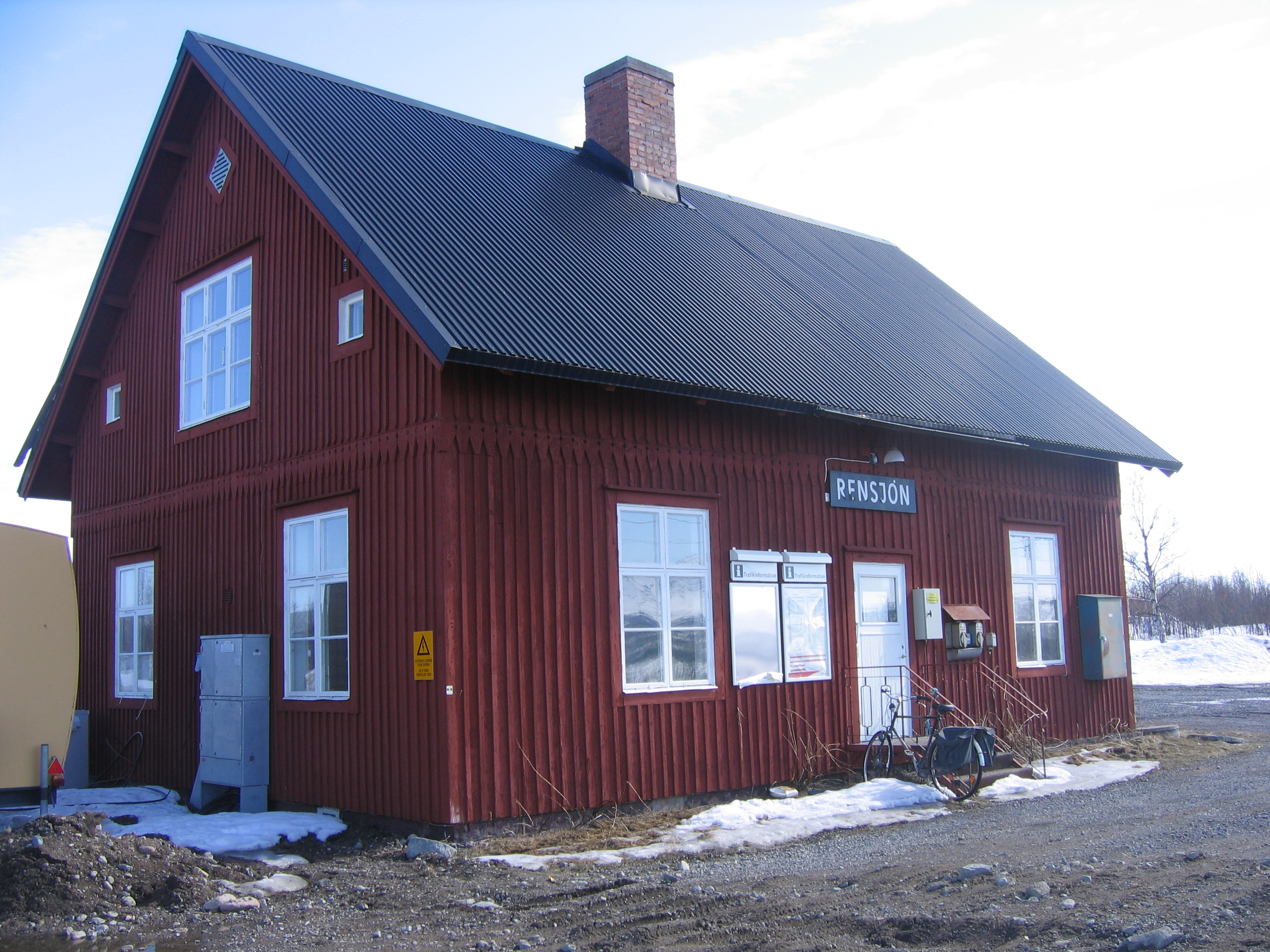
Järnvägsstationen

Rensjön är en by inom Gabna sameby och Kiruna kommun belägen omkring 30 kilometer norr om Kiruna utmed E10, Nordkalottvägen.
Rensjön är bostadsort för Gabna sameby.  Flyttleder för renar går genom trakten och runt byn finns Rautas naturreservat, som också är ett Natura 2000-område. 
Redan omkring 1910 började Rensjön användas som storviste för samebyn, där kvinnor och barn bosatte sig under barsäsong. Eftersom skiljning och slakt förlades i närheten kunde renskötseln förenas med relativt långa perioder med fast bosättning; år 1920 hade både stationära torvkåtor och fem fyrkantiga stugor av bräder uppförts i vistet.
Rensjön ligger i förfjällsregionen i östra delen av Gabna samebys renars höst- och vårland. I Rensjön finns renslakteri och renskiljningsplats. Rensjön är också en av tre mötesstationer på Malmbanan mellan Kiruna och Narvik. Bykärnan ligger öster om järnvägen och E10. Väster om dessa ligger sjön Ávreluoppal. En förstudie har gjorts om förlängning av stationen för att klara möten av 750 meter långa tåg.